# Ferrère
Ferrère (gaskognisch Harrèra) ist eine französische Gemeinde mit 38 Einwohnern (Stand 1. Januar 2022) im Département Hautes-Pyrénées in der Region Okzitanien; sie gehört zum Arrondissement Bagnères-de-Bigorre und zum Gemeindeverband Neste Barousse. Seine Bewohner nennen sich Ferrerois/Ferreroises.

## Geografie
Ferrère liegt rund 49 Kilometer südöstlich der Stadt Tarbes an der Grenze zum Département Haute-Garonne. Die Gemeinde besteht aus dem Dorf Ferrère sowie wenigen Einzelgehöften. Weite Teile der Gemeinde sind Bergland und bewaldet. Der Fluss Ourse de Ferrère entspringt beim Mont-Né auf dem Gemeindegebiet von Ferrère und durchquert die Gemeinde in nördlicher Richtung. Der höchste Punkt der Gemeinde ist der 2121 m kohe Sommet du Templa (auch Sommet de Cournudère genannt) im Südwesten der Gemeinde. Die Gemeinde liegt an der Straße D 925, wenige Kilometer westlich der N 125.

## Geschichte
Der Ort wird als Ferera erstmals ums Jahr 980 im Kopialbuch von Lézat erwähnt. Im Mittelalter lag der Ort innerhalb der Grafschaft Barousse in der Region Armagnac, die wiederum ein Teil der Provinz Gascogne war. Die Gemeinde gehörte von 1793 bis 1801 zum District La Barthe. Zudem lag Ferrère von 1793 bis 2015 im Kanton Mauléon-Barousse. Die Gemeinde ist seit 1801 dem Arrondissement Bagnères-de-Bigorre zugeteilt.

## Bevölkerungsentwicklung
| Jahr                       | 1962 | 1968 | 1975 | 1982 | 1990 | 1999 | 2006 | 2014 | 2020 |
| -------------------------- | ---- | ---- | ---- | ---- | ---- | ---- | ---- | ---- | ---- |
| Einwohner                  | 103  | 100  | 64   | 57   | 50   | 55   | 50   | 48   | 39   |
| Quellen: Cassini und INSEE |      |      |      |      |      |      |      |      |      |

## Sehenswürdigkeiten
- Kirche Saint-Michel aus dem 19. Jahrhundert
- Gedenkplatte für die Gefallenen[1]

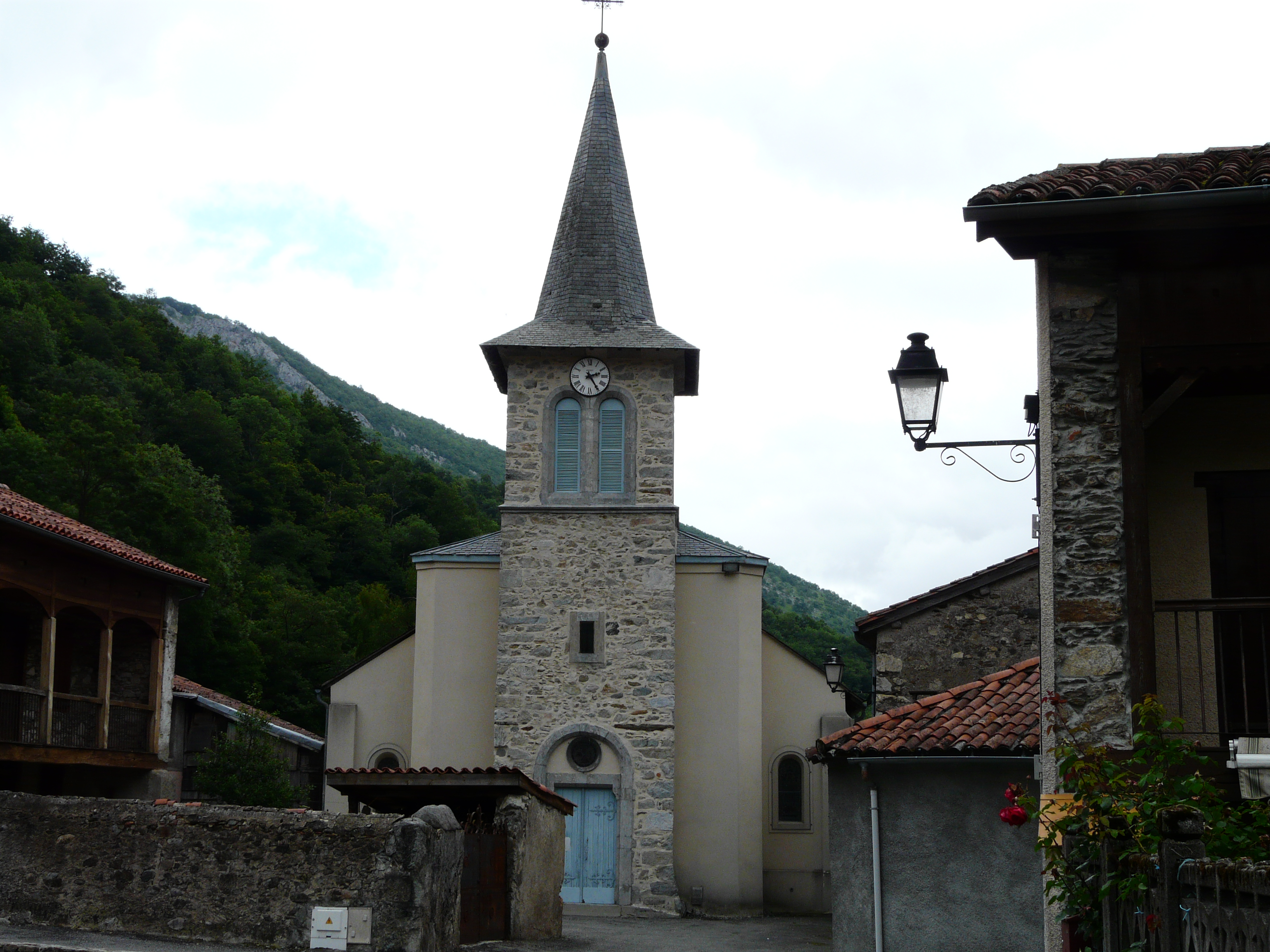
Kirche Saint-Michel
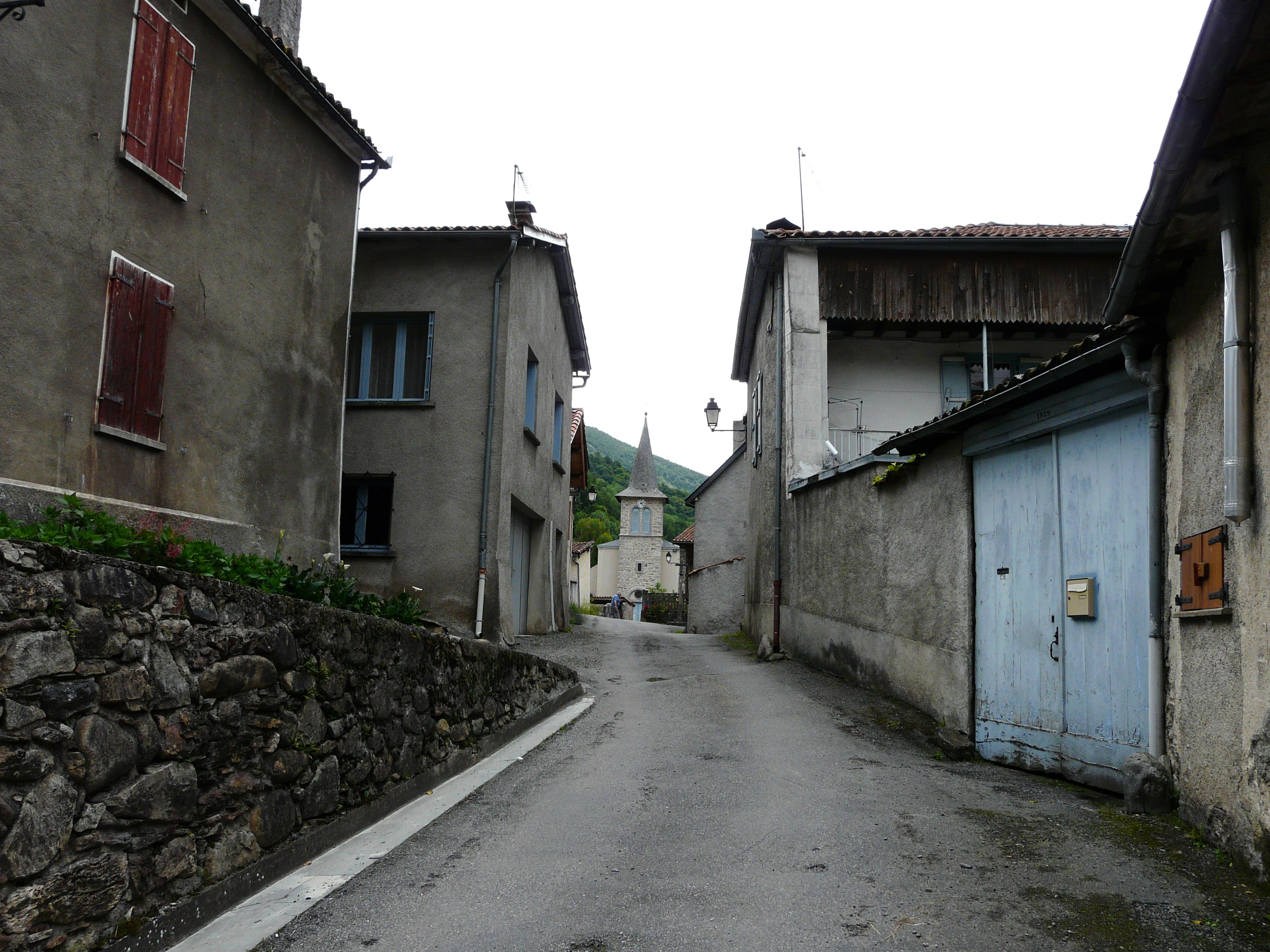
Ortszentrum
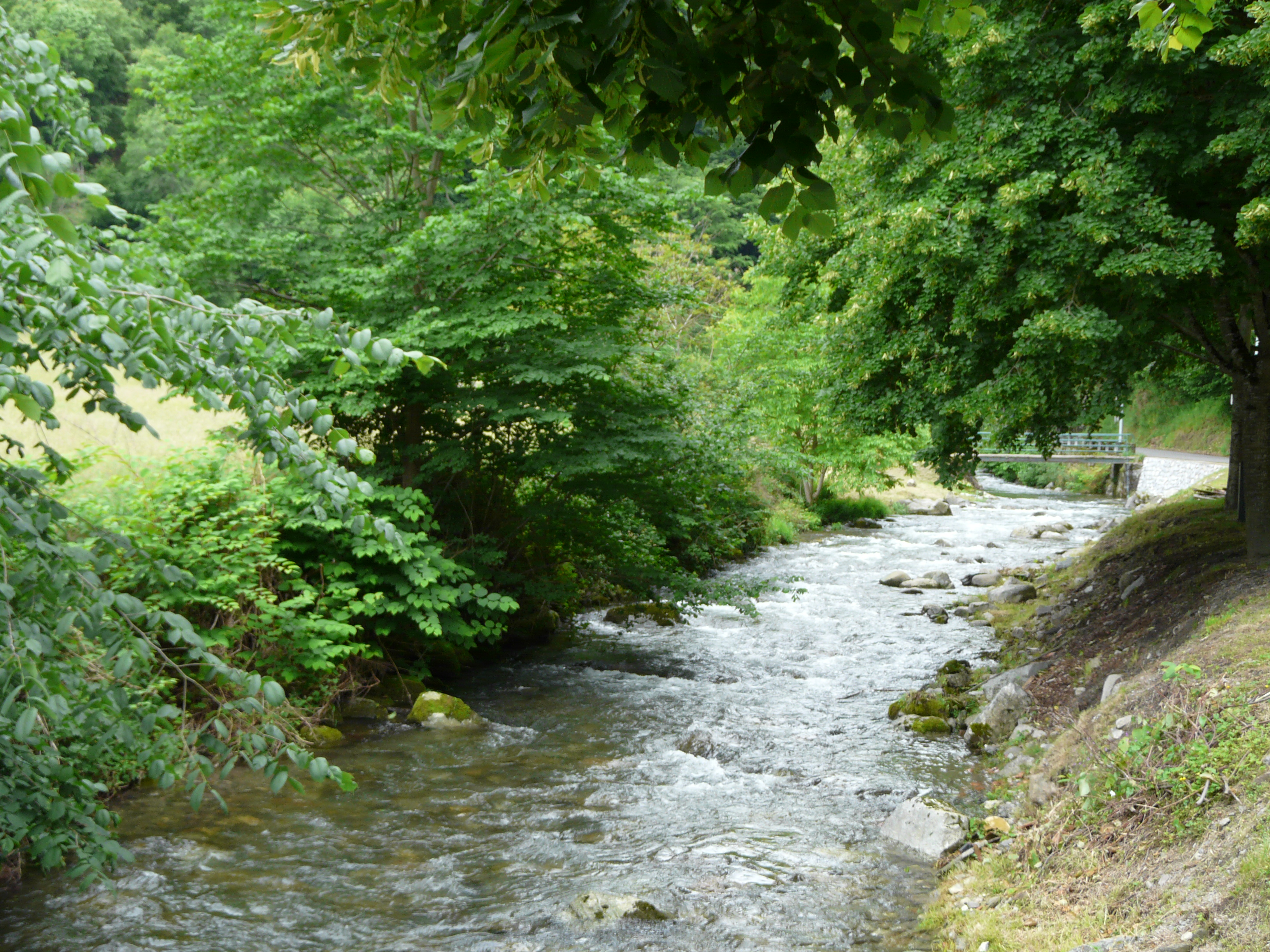
Der Fluss L’Ourse de Ferrère
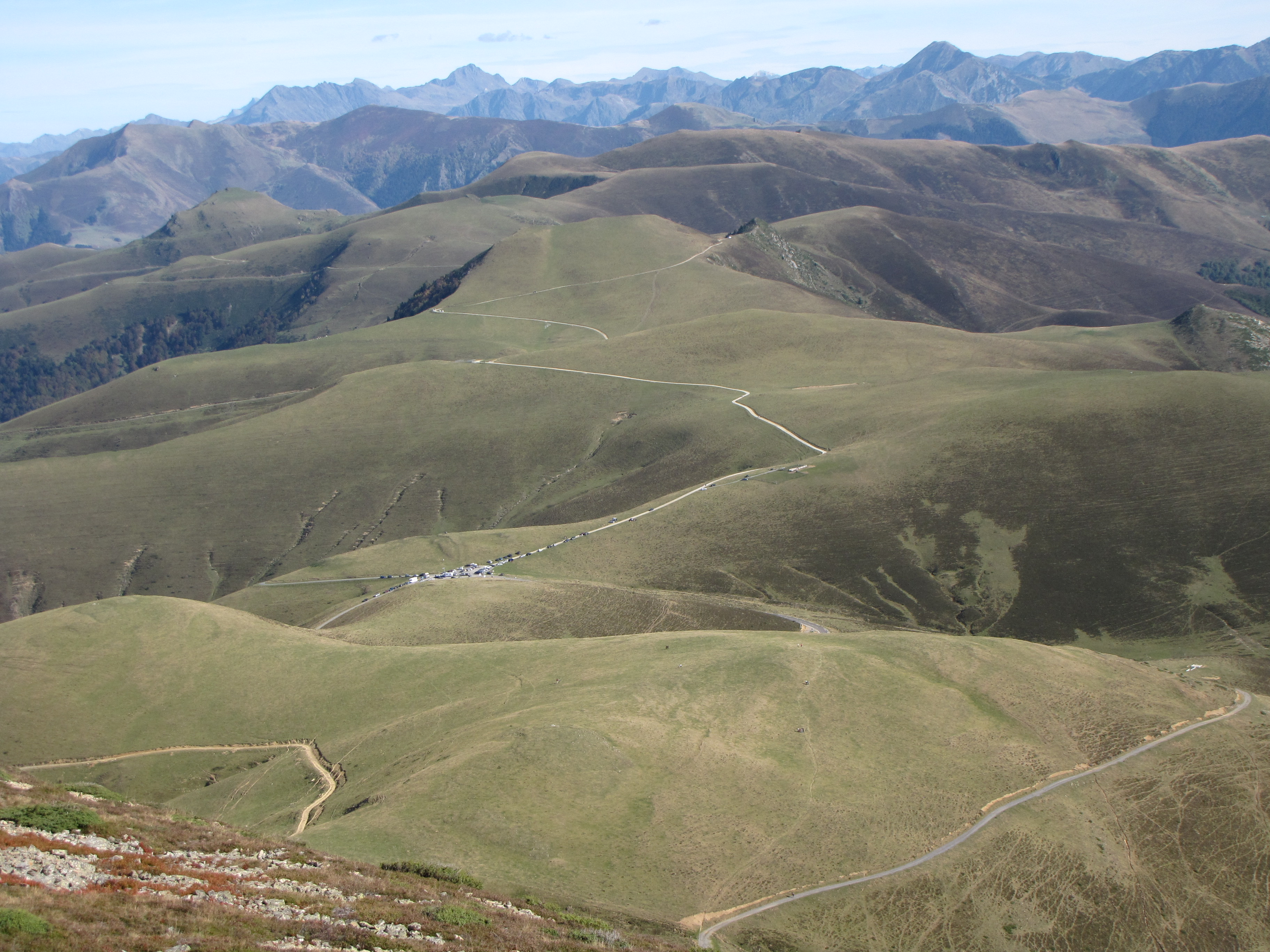
Gegend um den Pass Port de Balès